# Suecia en los Juegos Paralímpicos de Albertville 1992
Suecia estuvo representada en los Juegos Paralímpicos de Albertville 1992 por nueve deportistas, cinco hombres y cuatro mujeres.

## Medallistas
El equipo paralímpico sueco obtuvo las siguientes medallas:
| Nombre      | Deporte      | Evento                           |
| ----------- | ------------ | -------------------------------- |
| Oro         |              |                                  |
| Marit Ruth  | Esquí alpino | Eslalon gigante LW10-11 femenino |
| Plata       |              |                                  |
| Maria Sund  | Esquí alpino | Eslalon LW5/7,6/8 femenino       |
| Bronce      |              |                                  |
| Torbjörn Ek | Biatlón      | 7,5 km B2-3 masculino            |
| Mats Linder | Esquí alpino | Supergigante B1 masculino        |